# Avenida Einstein (Santiago de Chile)
La avenida Einstein es una de las principales avenidas de las comunas de Independencia y Recoleta, en Santiago de Chile. Tiene una orientación poniente-oriente, a excepción de los últimos 160 metros, donde su trazado va de sur a norte. Se divide en dos tramos, ambos de 1,9 kilómetros de longitud, totalizando 3,8 kilómetros entre la avenida Independencia y la avenida Reina de Chile. Se llama así en honor al destacado físico alemán Albert Einstein, ganador del Premio Nobel de Física en 1921 y creador de la teoría de la relatividad.

## Recorrido

### 1º tramo: Avenida Independencia – Avenida Recoleta
Su primer tramo (poniente-oriente) se inicia en la Avenida Independencia, en la comuna homónima.
Luego del cruce con Avenida El Guanaco, pasa al territorio de la comuna de Recoleta, atravesando, hasta la Avenida Recoleta, el Barrio Avenida Einstein.
La estación Einstein de la Línea 2 del Metro de Santiago se ubica en la intersección de las avenidas Einstein y Recoleta, en la comuna de Recoleta. Se encuentra subterránea, entre las estaciones Dorsal y Cementerios de la misma línea. Fue abierta al público el 25 de noviembre de 2005, perteneciendo al tramo de la Línea 2 inaugurado entre Cerro Blanco y Einstein. Por esta estación pasan los servicios de la Red Metropolitana de Movilidad 203, 208, B14 y B21. Alrededor de 16 000 personas la usan a diario.
El primer tramo de la Avenida finaliza en aquel punto, ya que es cortada en dos por Recoleta. Lircay es la continuación de este tramo.

### 2º tramo: Avenida Recoleta – Avenida Reina de Chile
El segundo tramo de Avenida Einstein comienza en Recoleta, 70 metros al sur de la intersección con Lircay.
Esta parte de la Avenida también tiene un trazado que va de poniente a oriente, excepto en los últimos 160 metros, ya que, en la esquina con Antonia Prado, Einstein gira hacia el norte, convirtiéndose en la continuación natural de aquella arteria. A su vez, el pasaje Mirador es la continuación de la parte de la Avenida Einstein orientada de oeste a este. 
Finalmente, Avenida Einstein finaliza en Avenida Reina de Chile, a pocas cuadras de los faldeos del Cerro San Cristóbal.